# 내숙
내숙(乃宿, ?~?)은 신라의 왕족이다.

## 생애
내물 마립간의 증손이자, 이찬 물력(勿力)의 아버지이다.
그의 딸 선혜부인(善兮夫人)이 신라의 마립간과 결혼해 왕의 장인이 되었으며, 486년에는 이벌찬(伊伐飡)에 임명되어 국정에 참여했다.